# Вулиця Слюсарська (Львів)
Ву́лиця Слю́сарська — вулиця в Залізничному районі Львова на Левандівці. З'єднує вулиці Машиністів та Озерну, проходить паралельно до Повітряної. Нумерація будинків ведеться від вулиці Машиністів. З непарного боку від Слюсарської відходить вулиця Ботанічна. Вулиця асфальтована, хідників немає.

## Історія та забудова
Нинішня назва з 1958 року, раніше називалася вулиця Будівельна. Забудова: радянський двоповерховий конструктивізм 1950-х років поліпшеного планування, одноповерхова житлова барачна забудова 1950-х років.